# NGC 6946
NGC 6946 es una galaxia espiral que se encuentra aproximadamente a 22 millones de años luz de distancia (5.5 megaparsecs según SIMBAD database) en el límite de las constelaciones de Cefeo y Cygnus. Pertenece también al Catálogo Caldwell, apareciendo, como Caldwell 12 ,Aparece vista de frente, siendo su magnitud aparente 9,6. Fue descubierta por William Herschel el 9 de septiembre de 1798.
NGC 6946 aparece oscurecida por materia interestelar de la Vía Láctea, ya que está bastante próxima al plano galáctico. Ocho supernovas se han observado en esta galaxia: SN 1917A, SN 1939C, SN 1948B, SN 1968D, SN 1969P, SN 1980K, SN 2002hh y SN 2004et.
Por ello también es conocida como Galaxia de los Fuegos Artificiales.
Sin embargo, es el nacimiento de estrellas en la galaxia y no la aparición de supernovas lo que confiere a NGC 6946 su colorida apariencia. Debido a razones no completamente entendidas (al parecer, interacciones gravitatorias pasadas con otras galaxias y la presencia de una barra en su centro), experimenta un índice más alto de formación estelar que todas las grandes galaxias de nuestro entorno, y además no solo es una de las galaxias de brote estelar más cercanas —conteniendo por ejemplo un supercúmulo estelar con una masa estimada en entre 500 000 y 2 millones de masas solares— sino también una galaxia muy rica en hidrógeno neutro e hidrógeno molecular. El pródigo nacimiento de estrellas eventualmente conlleva a un mayor número de explosiones de supernovas.
Al igual que M101, esta galaxia de bulbo galáctico pequeño parece carecer de un agujero negro supermasivo en su centro.

NGC 6946 ha sido incluida en el Atlas de galaxias peculiares de Halton C. Arp con el número Arp 29, siendo considerada allí una galaxia con un brazo espiral bien definido.

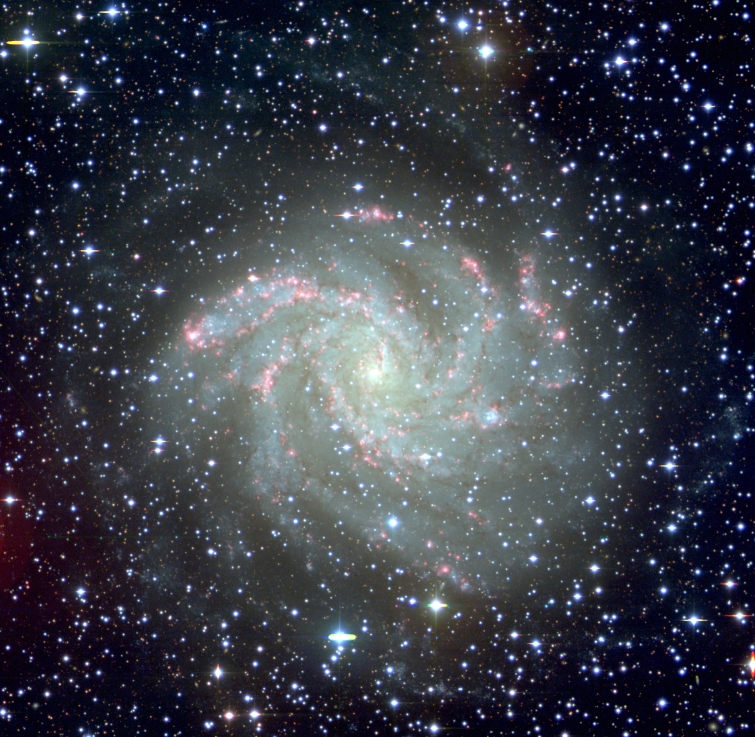
Galaxia espiral NGC 6946.